# Le Petit Monde de Charlotte (film, 1973)
Pour les articles homonymes, voir Le Petit Monde de Charlotte.
Pour plus de détails, voir Fiche technique et Distribution.
Le Petit Monde de Charlotte (Charlotte's Web) est un long-métrage d'animation américain de Charles A. Nichols et Iwao Takamoto, produit par Hanna-Barbera Productions et Paramount Pictures. Sorti en 1973, il est tiré du roman La Toile de Charlotte de E. B. White.
Le film sort de manière discrète le 22 février de 1973 à New York, puis a été diffusé en Allemagne de l'Ouest le 30 mars de 1973, le 11 août en Suède, et le 25 août au Japon. Le film, distribué par Paramount Pictures, est la première des trois productions de Hanna-Barbera qui n'est pas basée sur une série d'animation télévisée, ainsi que l'étaient Les Malheurs de Heidi (1982) et Le Voyage d'Edgar dans la forêt magique (1993). Le succès commercial et la réception par la critique sont modérés à sa sortie, mais le film trouve un public grâce à la télévision et la VHS, se plaçant parmi les meilleures ventes de l'année 1994 aux États-Unis.
Les chansons ont été écrites par les Frères Sherman, qui avaient précédemment composé les chansons de Mary Poppins (1964), Le Livre de la jungle (1967) et Chitty Chitty Bang Bang (1968).
Le film a fait l'objet d'une suite intitulée Le Petit Monde de Charlotte 2, ce qui était sortie directement en vidéo en 2003. Une autre adaptation en prises de vues réelles avec le même titre est sortie en 2006.

## Synopsis
Un fermier décide de tuer un cochon qu'il trouve trop petit, dès sa naissance. Face à l'insistance de sa fille, il décide finalement de l'épargner. Toutefois, le cochon est pris par l'oncle de la ferme Homer Zuckerman quelque temps plus tard, et apprend qu'il sera tué. Dans sa panique, il entend la voix de Charlotte, une araignée grise, qui promet de le sauver. Le cochon, Wilbur, se doute que l'attendent alors de grandes aventures.
Charlotte laisse un mot écrit sur une de ses toiles, à l'intention de Zuckerman. Lorsqu'il vient visiter Wilbur, il est surpris par cette toile, et décide alors de l'inscrire à un concours de cochon. Il y gagne le troisième prix. Mais un jour Charlotte meurt, laissant derrière elle ses bébés. Heureusement un rat nommé Templeton arrive à les mettre à l'abri, trois d'entre eux restant avec Wilbur.

## Fiche technique
- Titre original : Charlotte's Web
- Titre français : Le Petit Monde de Charlotte
- Réalisation : Charles A. Nichols et Iwao Takamoto
- Scénario : Earl Hamner Jr., d'après le roman éponyme de E. B. White
- Conception graphique :
  - Direction artistique : Ray Aragon, Paul Julian et Bob Singer
  - Conception des personnages : Bill Peet et Tom Oreb
  - Styliste des séquences musicales : Bill Perez, Takashi Masunaga
  - Décors : Fernando Montealegre (superviseur), Al Gmuer, Eric Semones, Fernando Arce, Gary Niblett, Gino Giudice, Jeannette Toews, Lyle Beddes, Martin Forte, Peter Van Elk, Richard Khim, Rolando Oliva, Ronald Erickson, Tom Knowles, Venetia Epler, Bob Gentle, Joseph Griffith Jr., Lorraine Andrina
  - Encre et peinture : Jayne Barbera (superviseur)
- Animation 
  - Coordination : Bill Keil, Jerry Hathcock
  - Animateur clé : Dick Lundy, Ed Barge, Hal Ambro, Lars Calonius, Irven Spence
  - Assistant animateur clé : Bob Hathcock, Charlotte Huffine, Jay Sarbry, Joan Orbison, Lillian Evans, Margaret Nichols, Pat Combs, Rae McSpadden
  - Animateur : Bob Goe, Carlo Vinci, Don Patterson, Ed Parks, George Kreisl, Hugh Fraser, Lee Dyer, Ray Patterson, Volus Jones, Xenia, Ed Aardal,  O.E. Callahan,  Sammie Lanham (assistant)
  - Layout : Alex Ignatiev, David High, Don Morgan, Gary Hoffman, George Wheeler, Jack Huber, Jerry Eisenberg, John Ahern, Leo Swenson, Lew Ott, Mike Arens, Ric Gonzalez, Mo Gollub
  - Xerographie : Robert West
- Musique : Richard M. Sherman et Robert B. Sherman
  - Direction, supervision et arrangements : Irwin Kostal
- Son : Joseph D. Citarella, Bill Getty et Richard Olson
- Montage : Pat Foley
- Production : Joseph Barbera et William Hanna ; Edgar M. Bronfman (exécutif)
- Sociétés de production :Hanna-Barbera
- Sociétés de distribution : Paramount Pictures
- Pays de production :  États-Unis
- Durée : 94 minutes
- Dates de sortie :
  - États-Unis : 1er mars 1973
  - France : 11 mai 1974

## Distribution

### Voix originales
- Henry Gibson : Wilbur le cochon
- Debbie Reynolds : Charlotte A. Cavatica
- Paul Lynde : Templeton le rat
- Agnes Moorehead : L'oie
- Pamelyn Ferdin (en) : Fern Arable
- Bob Holt (en) : Homer Zuckerman
- Joan Gerber : Edith Zuckerman / Mrs Fussy
- John Stephenson : John Arable
- Don Messick : Jeffery
- Rex Allen : Narrateur
- Martha Scott : Mrs Arable
- Herb Vigran : Lurvey
- Dave Madden : Le mouton et autres

### Voix françaises
- Jean Topart : Narrateur[1]
- Perrette Pradier : Charlotte A. Cavatica
- Lucie Dolène : Françoise
- Claude Joseph : John Arable (père de Françoise), présentateur du concours
- Thierry Bourdon : Henri
- Henry Djanik : Homère Zuckerman
- Lita Recio : Edith Zuckerman
- Jean-François Laley : Le mouton
- Jean Violette : Un homme de la fanfare

## Chansons du film
- There Must Be Something More - Françoise
- I Can Talk! - Wilbur
- Chin Up - Charlotte
- We've Got Lots In Common - Wilbur et Chœur
- Deep In The Dark / Charlotte's Web - Charlotte et Chœur
- Mother Earth and Father Time - Charlotte
- A Veritable Smorgasbord - L'oie et Templeton
- Zuckerman's Famous Pig - Chœur

Zuckerman's Famous Pig (« Le célèbre cochon de Zuckerman ») est le titre donné à Wilbur, le héros de l'histoire. La chanson a été composée et arrangée dans un style barbershop par les Frères Sherman, en accord avec l'époque et le lieu de l'histoire. Elle était couverte par The Brady Kids et a été choisie pour une sortie sur leur premier single tiré de l'album The Brady Bunch Phonographic Album par le producteur Jackie Mills.

## Production
À l'automne 1966, hospitalisé, Walt Disney lit La Toile de Charlotte d'E. B. White mais refuse que son studio produise un nouveau moyen métrage comme Winnie l'ourson et l'Arbre à miel sorti quelques mois plus tôt et dont le coût de production ne pouvait pas être compensé par une exploitation en moyen métrage. Après la mort de Walt Disney en 1966, les frères Sherman ont arrêté leur collaboration exclusive avec le studio Disney pour commencer une carrière indépendante de producteurs de musique. Leur dernier travail pour Disney est L'Apprentie sorcière (1971) dont le tournage a débuté en novembre 1969. Ils sont alors contactés par Paramount Pictures qui a récupéré les droits d'adaptation du livre de White pour composer les chansons.

## Réception
Le film est actuellement noté à 76 % sur le site Rotten Tomatoes. Craig Butler de l'All-Movie Guide a critiqué l'animation et la composition musicale, mais a demandé une adaptation fidèle, en notant que "aucune tentative n'a été faite pour adoucir la tristesse existante au cœur de l'histoire".
Dan Jardine critiquait les chansons et la qualité de l'animation, mais indique également que Hamner "conserve juste assez de la prose élégante dans le dialogue et la narration pour empêcher le film d'être une simple expérience douloureuse".
Christopher Null de Filmcritic.com a déclaré que l'animation est parfois "franchement mauvaise, mais que le film permet également de faire revivre la fable classique de E. B. White". Quand il a été réédité en DVD, le film a reçu un Oppenheim Toy Portfolio Gold Award.

### Réaction sur E. B. White
Selon Gene Deitch, directeur d'animation et ami de E. B. White, l'épouse de l'auteur a écrit les mots suivants dans une lettre de 1977 : "Nous n'avons jamais cessé de regretter que votre version de « Charlotte's Web » ne se soit jamais réalisée. La version de Hanna-Barbera ne nous a jamais satisfaite... un travestissement..." . E. B. White écrit lui-même du film: "Le récit est interrompu toutes les cinq minutes pour que quelqu'un puisse chanter une chanson joyeuse. Je n'aime pas beaucoup les chansons Jolly. The Blue Hill Fair, que j'ai essayé de rapporter fidèlement dans le livre, est devenue un monde de Disney, avec 76 trombones. Mais c'est le prix à payer pour un succès à Hollywood". White avait précédemment refusé que Disney réalise un film tiré de La Toile de Charlotte.
Selon l'écrivain du film Earl Hamner Jr., la femme de E. B. White (qui a parfois donné des conseils et des suggestions aux cinéastes) aurait préféré utiliser de la musique de Mozart dans le film plutôt que la musique des Frères Sherman.